# Muralha
Luiz Philipe Lima de Oliveira, meglio noto come Muralha (Rio de Janeiro, 21 gennaio 1993), è un calciatore brasiliano, centrocampista svincolato.

## Carriera

### Club
Muralha inizia la sua carriera da calciatore nel 2008, quando viene acquistato dal Vasco da Gama dove, in un solo anno, milita tra le file della formazioni giovanili del club bianconero. A gennaio 2010 si trasferisce al Flamengo dove, in due anni, compie tutta la trafila delle giovanili fino ad esordire, in prima squadra, nel 2011: debutta il 25 giugno in occasione del match di campionato con l'Atlético Mineiro. Rimedia la sua prima ammonizione, da calciatore professionista, il 6 agosto durante la partita di campionato giocata con il Coritiba.

### Nazionale
Nel 2011 gioca 3 amichevoli con la nazionale Under-18.

## Palmarès

### Club

#### Competizioni statali
- Campionato Carioca: 2

Flamengo: 2011, 2014
- Campeonato Paulista Série A2: 1

Portuguesa: 2013
- Campionato Mato-Grossense: 1

Luverdense: 2016